# Biescas
Biescas és un municipi aragonès situat a la província d'Osca i enquadrat a la comarca de l'Alt Gàllego, al nord de Sabiñánigo, l’oest de Yésero i al sud de Panticosa. El nom del municipi sembla provenir del mot pre-indoeuropeu “bizka”, el qual significa "Turó", semblant a altres topònims de llocs propers com ara Bescós o Biscarrués.
La vila de Biescas està situada a 875 m d’altitud a les ribes del riu Gàllego, el terme municipal s'estén al llarg d’una plana i inclou el congost d’accés a la Vall de Tena. A 16 km de Sabiñánigo i a 72 km d'Osca capital, Biescas és un important nus de comunicació entre la Jacetània y el Sobrarb. La vila és punt estratègic de pas del riu Gàllego i connexió entre la vall de Tena i la vall del riu Ara a través del port de muntanya de Cotefablo.

## Demografía i entitats de població
El municipi s'estén en una superfície de 189,09 km². La distribució del nucli urbà principal és allargada i paral·lela al riu, amb dues àrees de diferent altitud que delimiten dos barris històrics: a l'oest, el barri de Sant Pere, que inclou una zona d’eixample i noves construccions, i a l'est el barri de Sant Salvador format, a l’hora, pel barri de La Penya i el Barri Baix, on es localitzen l’administració i la major part dels serveis i comerços del poble.
Entre 1960 i 1970, el terme del municipi va créixer en incorporar els nuclis de població de Barbenuta, Escuer, Gavín i una part d’Oliván. Entre 1970 i 1981 s'incorporen Aso de Sobremonte i Piedrafita de Jaca. Segons el Padró Continu per Unitat Poblacional de l’INE, en l’actualitat el terme municipal inclou els nuclis de població de la taula següent:
| Nucli               | Habitants (2014) |
| ------------------- | ---------------- |
| Biescas             | 1163             |
| Aso de Sobremonte   | 29               |
| Barbenuta           | 9                |
| Betés de Sobremonte | 14               |
| Escuer              | 36               |
| Espierre            | 5                |
| Gavín               | 89               |
| Javierre del Obispo | 17               |
| Oliván              | 37               |
| Orós Alto           | 23               |
| Orós Bajo           | 20               |
| Piedrafita de Jaca  | 56               |
| Yosa de Sobremonte  | 37               |

A més a més, el terme municipal inclou els nuclis despoblats de Búbal, Polituara, Saquès, Ainielle, Susín, Berbusa i Casbas.
El municipi forma part de la zona del Port de Otal-Cotefablo Lloc d'Importància Comunitaria.

## Economia
Com a tota la comarca, les activitats econòmiques de Biescas han estat principalment l’agricultura tradicional de cereals i farratges pel ramat, l'explotació fustera dels boscos i la ramaderia bovina i ovina per consum local. Fins als inicis del segle xx, Biescas va destacar a la comarca per la seva indústria tèxtil artesanal i familiar de la llana, especialitzada en mantes i equips per a cavalleries. Tant és això que a la comarca els seus habitants eren coneguts com a “pelaires”, que en castellà defineix a les persones encarregades de preparar la llana per teixir. Actualment el mot “pelaire” ha quedat com a gentilici no oficial que els biesquencs porten amb orgull.
Des del començament de la dècada dels noranta del segle xx, el turisme ha anat substituint l'economia tradicional del poble, els habitants han anat abandonant progressivament la ramaderia i l’agricultura per dedicar-se a la construcció i els serveis turístics. Actualment Biescas constitueix un important centre turístic, tant a l'estiu com a l’hivern.

## Història

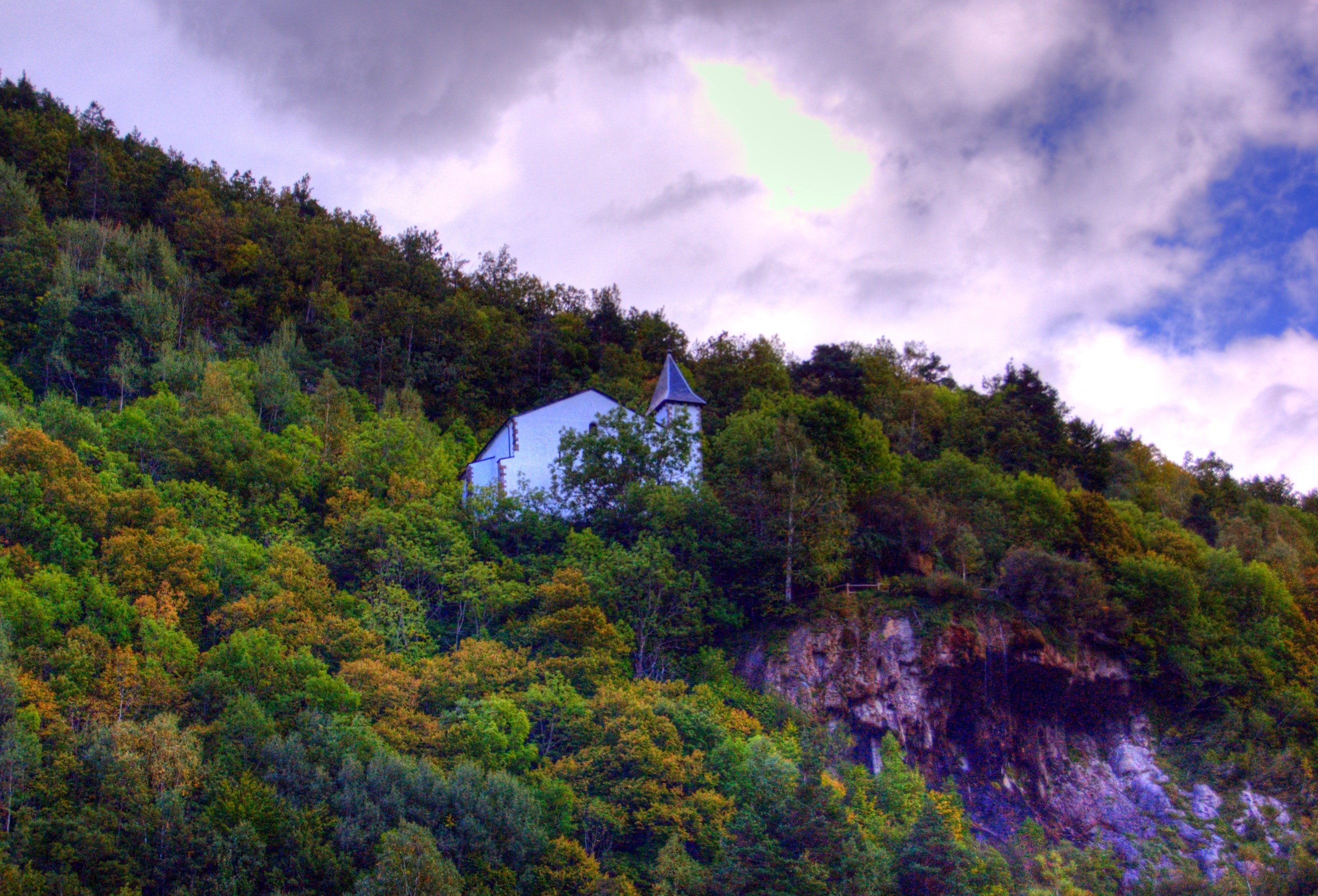
Ermita de Santa Elena i cascada La Gloriosa a Biescas

Els testimonis més antics de presència humana a la terra de Biescas són les cistes neolítiques de l'esplanada de Santa Engracia, els quals s'estimen que poden ser anteriors al III mil·lenni a.C. Una d'elles es pot veure en l'actualitat, ja que ha estat reconstruïda. De l'època romana no s'han trobat evidències de nuclis de població a l’actual terme municipal i només queden les restes de la calçada que s'internava per la Vall de Tena.

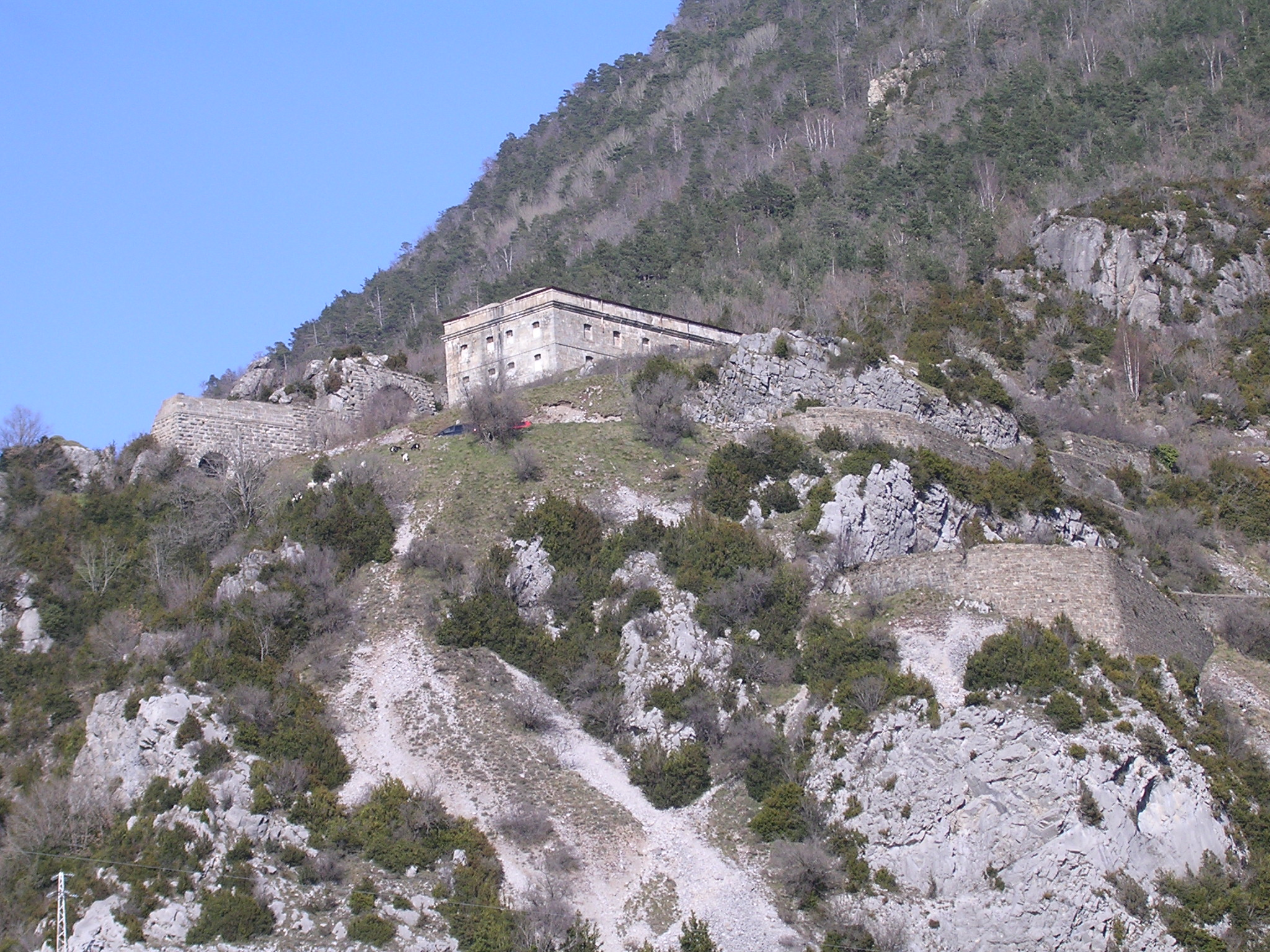
Fort militat de Santa Elena, ordenat construir per Felip II

Biescas va començar a formar-se com a nucli de població a l'edat mitjana, donada la seva situació estratègica com a encreuament de camins. La primera vegada que apareix documentada la seva existència és al Cartulari de Sant Joan de la Penya, entre 1020 i 1030. En un document oficial de 1391 apareix amb la denominació de Biescas Sobirón.
Biescas ha estat des de sempre una vila de reialenc i va tenir dues parròquies eclesiàstiques, Sant Salvador i Sant Pere; encara que es té notícia de dos temples més, el de Sant Torcuato i el de Sant Esteve. Igualment està documentat que la seva ermita de Santa Elena va ser "reconstruïda" en 1253 per Jaume I i dotada amb privilegis per Ferran el Catòlic en 1484 i per Carles I a 1525.
Al segle xvi, Felip II va ordenar fortificar el congost de Santa Elena per protegir els seus regnes de possibles amenaces procedents de més enllà dels Pirineus. Amb aquesta finalitat, a la veïna Jaca es va edificar la Ciutadella i altres defenses encara visibles a les valls dels rius Aragó i Ara. En aquest context, els dies 6 i 7 de febrer de 1592 vuit-cents bearnesos van envair i ocupar Biescas i la Vall de Tena durant onze dies, sent després derrotats en el Barranc des Luterians.

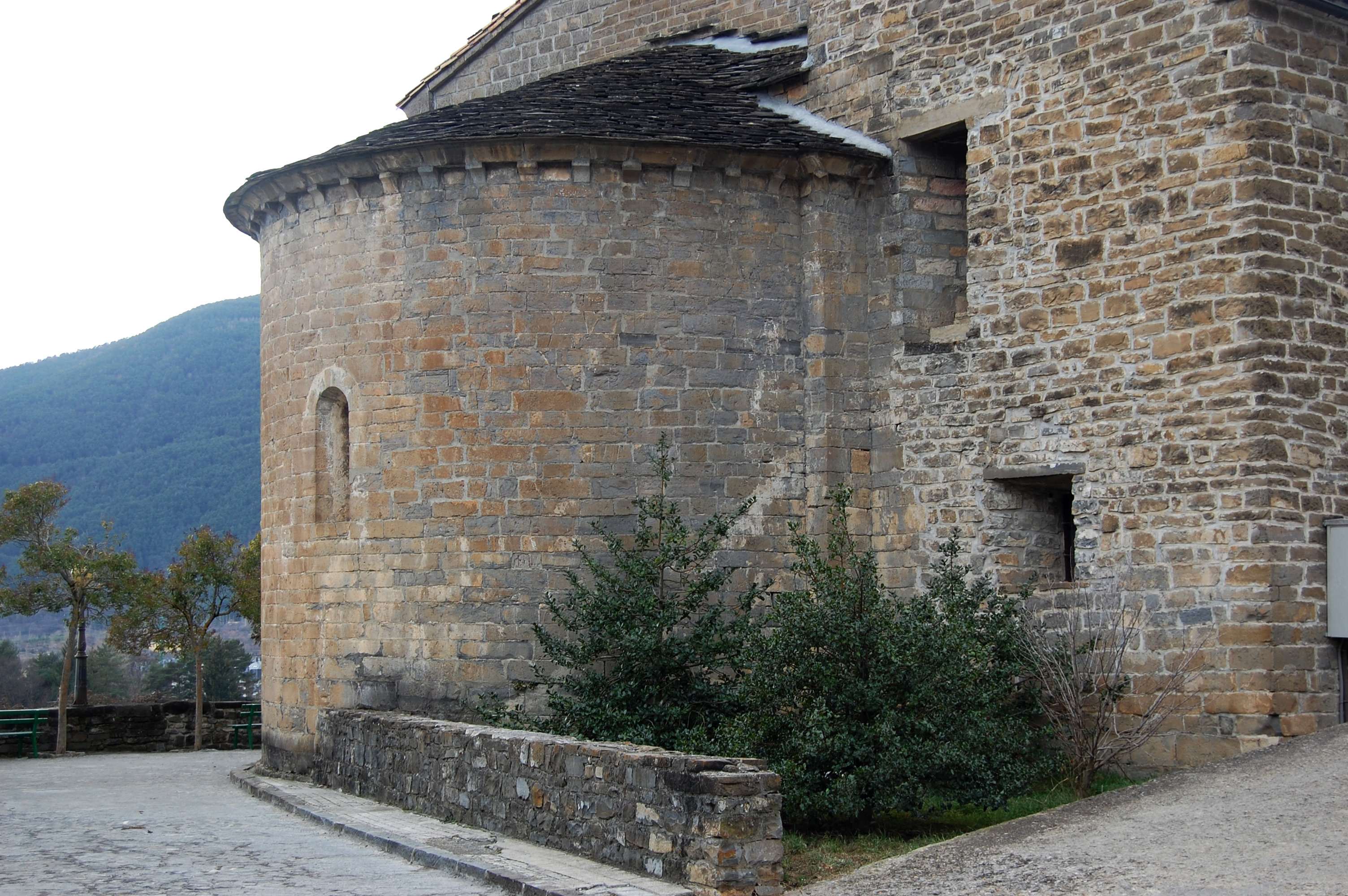
Absis romànic de l'església de Sant Salvador a Biescas

Durant la Guerra Civil espanyola (1936-1939) Biescas va ser gairebé arrasada. En iniciar-se el conflicte la vila va ser ràpidament conquerida pel bàndol rebel i es va veure involucrada en la Batalla de Sabiñánigo, entre setembre i novembre de 1937. En aquesta batalla la 43a i la 27a divisions de l'exèrcit de la II República Espanyola van llançar una ofensiva contra els rebels, concretament contra la I brigada de la 51a Divisió Nacional i voluntaris locals com els Panteres de la Vall de Tena i la Companyia d'Esquiadors. Biescas va ser recuperada per efectius republicans al començament de l'ofensiva i s'estima que durant el transcurs de la batalla el nombre total de morts (civils i mobilitzats) va ser d'unes 6000 persones.
El 7 d'agost de 1996 el càmping "Las Nieves" de Biescas va ser arrossegat per una forta riuada que va provocar 87 morts i 183 ferits.

## Llocs d'interés

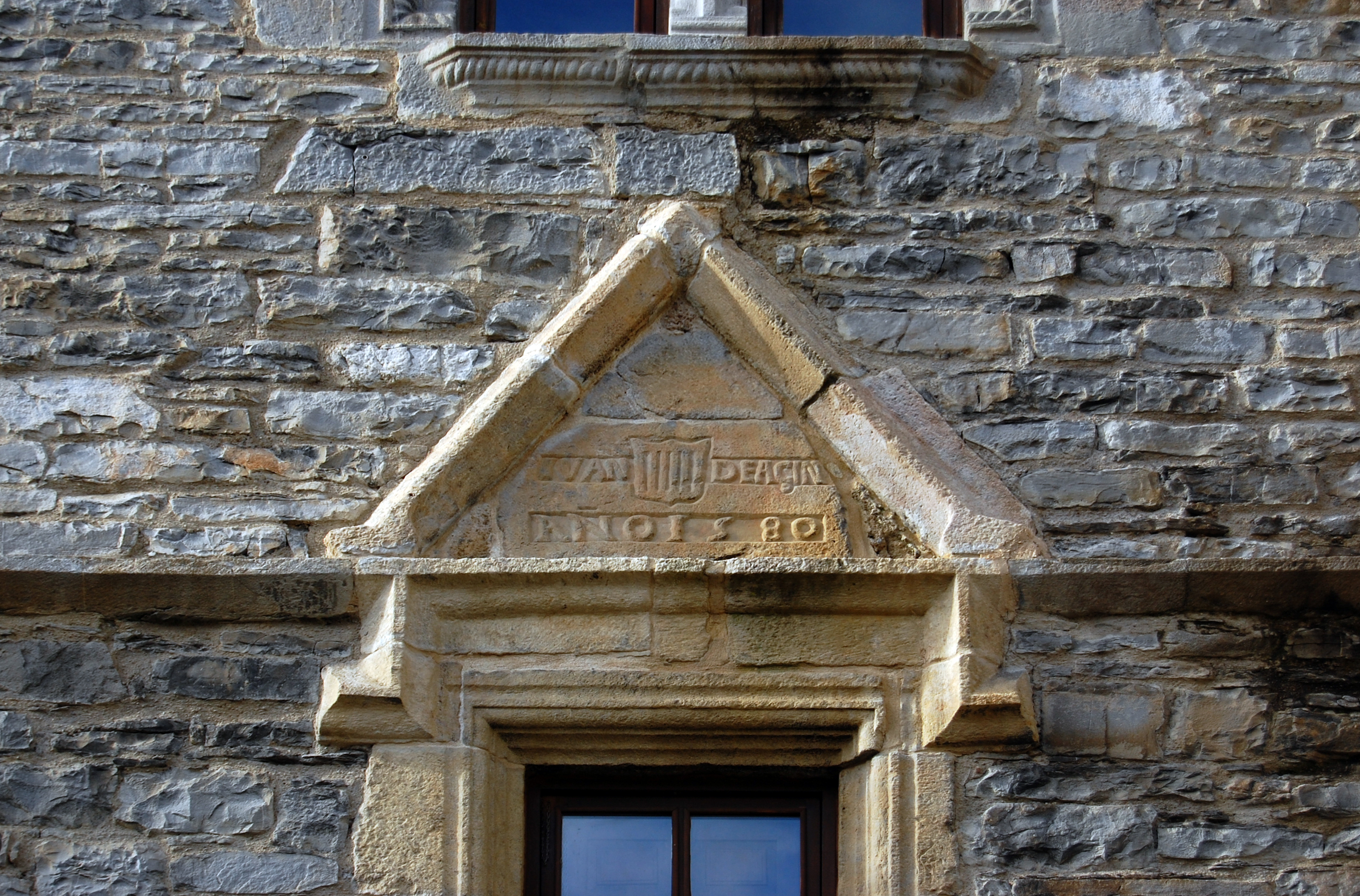
Detall de la façana de la Torraza dels Acín a Biescas

- Església de San Salvador. Es va construir als voltants de l'any 1200 i va ser destruïda en la guerra civil de 1936 i reconstruïda posteriorment. No obstant això, la capçalera de la nau central de l'església encara conserva un absis semicircular i el presbiteri romànics originals.

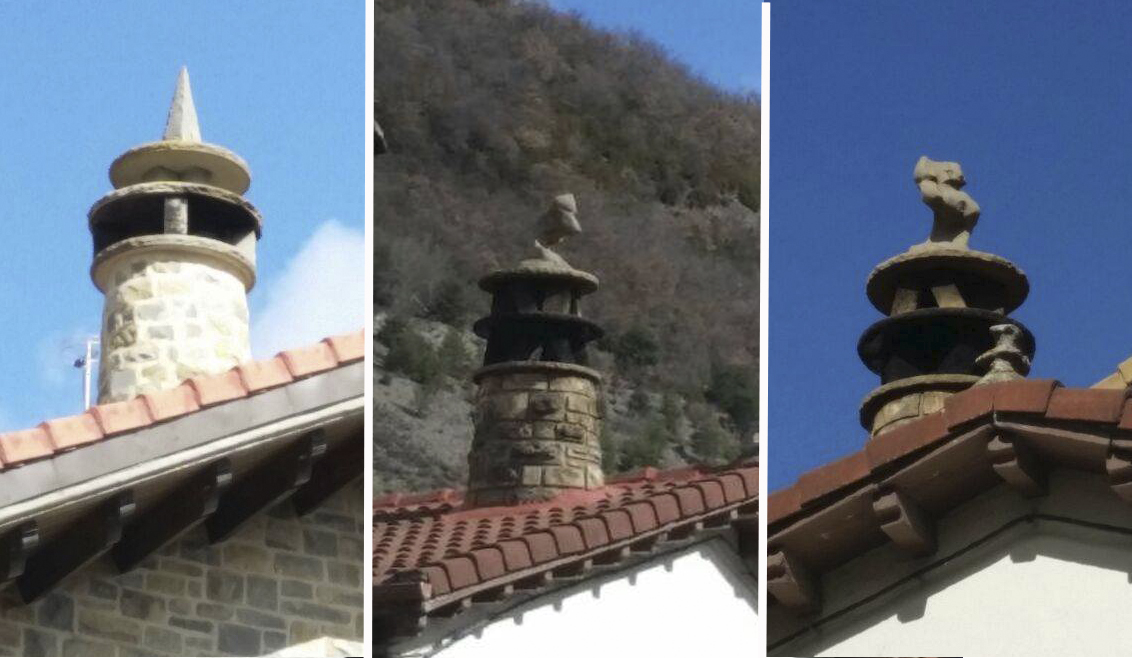
Exemples de xemeneies amb espantabruixes a Biescas

- Ermita de Santa Elena. A només 5 km del nucli urbà, prenent el camí PR-HU 78, s'alça l'ermita de Santa Elena, obra del segle xvii edificada sobre el riu Gàllego a l'entrada de la Vall de Tena. L'ermita està construïda al costat d'una font intermitent, La Gloriosa, i té encastada la seva capçalera en una cova.
- Torraza dels Acín. Al nucli urbá destaca un habitatge militar d'origen medieval actualment convertit en museu. Aquesta casa forta va ser construïda en 1580 per l'infanzón Joan d'Acín, com a símbol de la seva posició econòmica i social. És un edifici de pedra, magnífic representant de l'arquitectura popular de la seva època.[13]
- Xemeneies. En Biescas es poden observar bons exemples d'arquitectura pirinenca popular, sobresortint les seves volades balconades i les seves xemeneies troncocòniques, sent aquest un element molt característic de les construccions tradicionals del Pirineu aragonès. A algunes d'elles se'ls afegeix un peculiar element protector conegut com a «espantabruixes».

## Fills il·lustres
- Fernando Escartín Cotí (1968 -). Ciclista professional. Al seu palmarès destaca la victòria a la Volta a Catalunya de 1997 i un tercer lloc a la classificació general del Tour de França de 1999.
- Máximo Palacio Allué (1930 -). Escriptor en idioma aragonés.

## Festes i celebracions
- El dia de les Creus. La festivitat catòlica de Pentecosta té lloc la Romeria de les Creus, que congrega a l'ermita de Santa Elena a les Creus Parroquials de tots els pobles de la Vall de Tena i de la terra de Biescas.
- Sant Antoni. El 13 de juny se celebra una romeria a l'ermita de Santa Elena en honor de Sant Antoni de Pàdua, patró de Biescas.
- Festa major. Del 14 al 18 d'agost se celebren les festes patronals en honor de l'Assumpció de Maria i de Santa Helena de Constantinoble.
- Fira de tardor. El tercer cap de setmana d'octubre se celebra la fira ramadera, avui reconvertida en Fira de Tardor.

## Agermanaments
- Artés de Biarn